# U–842
Az U–842 tengeralattjárót a német haditengerészet rendelte a brémai AG Wessertől 1941. január 20-án. A hajót 1943. március 1-jén vették hadrendbe. Egy harci küldetése volt, hajót nem süllyesztett el.

## Pályafutása
Az U–842 első járőrútjára 1943. október 5-én futott ki Bergenből, kapitánya Wolfgang Heller volt. November 6-án Új-Fundlandtól délkeletre a Brit Királyi Haditengerészet két szlúpja, a HMS Starling és a HMS Wild Goose mélységi bombákkal elpusztította. A teljes legénység, 56 tengerész odaveszett.

## Kapitány
| Név             | Kezdőnap         | Zárónap           |
| --------------- | ---------------- | ----------------- |
| Wolfgang Heller | 1943. március 1. | 1943. november 6. |

## Őrjárat
| Indulás | Indulónap        | Érkezés | Zárónap           |
| ------- | ---------------- | ------- | ----------------- |
| Bergen  | 1943. október 5. | *       | 1943. november 6. |

* A tengeralattjáró nem érte el úti célját, elsüllyesztették